# Drzeżewo
Drzeżewo (kaszb. Drzeżewò lub też Drżeżdżewò, niem. Dresow) – wieś w Polsce położona w województwie pomorskim, w powiecie słupskim, w gminie Główczyce nad rzeką Łupawą.
W latach 1975–1998 miejscowość administracyjnie należała do województwa słupskiego.

## Nazwa
Nazwa miejscowości, odnotowana po raz pierwszy w formie Dresow w 1756, ma pochodzenie słowiańskie i charakter dzierżawczy. Powstała przez dodanie do pomorskiej nazwy osobowej *Dřazga formantu -ewo. Friedrich Lorentz odnotował formy nazwy w lokalnych gwarach słowińskich: Dřìe̯žɵvɵ wraz z nazwami mieszkańców – zarówno z pominiętym formantem -ɵv-: Dřìe̯žȯu̯n, Dřìe̯žȯu̯nkă „smołdzinianin, smołdzinianka”, jak i w postaci pełnej: Dřìe̯žɵvjȯu̯n, Dřìe̯žɵvjȯu̯nkă „ts.”. Niemiecka nazwa Dresow jest adaptacją fonetyczną pierwotnej nazwy słowiańskiej. Polska nazwa Drzeżewo w miejsce oczekiwanej *Drzeżdżewo jest niedokładną resubstytucją nazwy niemieckiej.
Rada Języka Kaszubskiego proponuje kaszubską formę nazwy Drzeżewò.